# Signal aléatoire
 (juillet 2016).
Si vous disposez d'ouvrages ou d'articles de référence ou si vous connaissez des sites web de qualité traitant du thème abordé ici, merci de compléter l'article en donnant les références utiles à sa vérifiabilité et en les liant à la section « Notes et références ».
En traitement du signal, un signal aléatoire est un signal qui ne dépend pas seulement du temps mais aussi d'une variable aléatoire: pour un instant {\displaystyle t} donné, le signal est donné par une loi de probabilité. Inversement, pour une valeur de {\displaystyle \omega } fixée, le signal suit une certaine trajectoire.
Le modèle mathématique du signal aléatoire sert à l'évaluation des systèmes de traitement des données. Selon la théorie de l'information, pour qu'un signal transmette une donnée, il faut que celle-ci soit imprévisible ; si ce n'était pas le cas, le signal n'apporterait aucune information nouvelle. L'imprévisibilité équivaut au caractère aléatoire.

## Définition mathématique
Un signal ou processus aléatoire est défini de la manière suivante:
Pour {\displaystyle (t,\omega )\in \mathbb {R} \times \Omega } {\displaystyle S(t,\omega )=S_{\omega }(t)=S_{t}(\omega )}
Cette double dépendance s'explique ainsi: le temps définit l'évolution temporelle mais la variable aléatoire implique que certains éléments perturbent le déroulement normal du signal. Chaque {\displaystyle \omega } induit une situation différente.

## Propriétés
Un signal aléatoire {\displaystyle S(t,\omega )} peut parfois se décomposer comme somme d'un signal déterministe {\displaystyle s(t)} et d'un signal de bruit {\displaystyle B(n,\omega )}.
{\displaystyle S(t,\omega )=s(t)+B(t,\omega )}
Un signal aléatoire est caractérisé par son moment d'ordre 1, son espérance, et son moment d'ordre 2, sa variance.

## Stationnarité

### Stationnarité à l'ordre 1
La stationnarité à l'ordre 1 se caractérise par une moyenne qui ne fluctue pas au cours du temps. On peut la décrire par l'équation suivante :
{\displaystyle E(S(t,\omega ))=E(S(T_{0}+t,\omega ))}
où l'espérance est calculée sur la variable {\displaystyle \omega }.
On peut interpréter ça comme le fait que la moyenne de la loi que suit la variable aléatoire est constante ce qui est notamment le cas pour le bruit blanc

### Stationnarité à l'ordre 2
La stationnarité à l'ordre 2 d'un signal aléatoire signifie que son autocorrélation ne dépend que de l'écart entre les indices du signal:
{\displaystyle \Gamma [S(t,\omega ),S(t+t_{0},\omega )]=\Gamma (t_{0})}

### Stationnarité à l'ordre n
En général, la caractérisation aux deux premiers ordres suffit pour décrire le signal. 

## Utilisation
Le modèle des signaux aléatoires est utilisé notamment pour décrire le signal reçu après une transmission, car sur le signal déterministe se greffe du bruit lors de la transmission dans un canal.